# フエンナ (小惑星)
フエンナ (379 Huenna) は小惑星帯に位置するやや大きな小惑星である。C型小惑星に分類され、炭素化合物からなっていると考えられている。
オーギュスト・シャルロワによってニースで発見され、スウェーデン南部にあるフェン島のラテン語名にちなんで命名された。
2003年8月14日、マウナケア山にあるW・M・ケック天文台の補償光学望遠鏡を用い、コーネル大学のジャン＝リュック・マーゴットが直径7kmの衛星を発見した。S/2003 (379) 1という仮符号を付けられた衛星は、小惑星の周囲を長半径 3,400±11 kmの軌道で 80.8±0.36 日間かけて公転しており、その離心率は0.334±0.075と計算されている。